# Michaela Krutská
Michaela Krutská (ur. 21 stycznia 1985) – czeska łyżwiarka figurowa. 
Obecnie jeździ z  Markiem Sedlmajerem. Brała udział w I edycji Gwiazdy tańczą na lodzie. Jej partnerem był Przemysław Babiarz. Zajęli 7. miejsce. Brała również udział w III edycji Gwiazdy tańczą na lodzie. Wówczas partnerem był Michał Milowicz. Zajęli 5. miejsce.

## Sukcesy
| Zawody / Sezon                              | 1999 - 2000 | 2000 - 2001 | 2001 - 2002 |
| ------------------------------------------- | ----------- | ----------- | ----------- |
| Mistrzostwa Europy w łyżwiarstwie figurowym | -           | 11 miejsce  | -           |
| Mistrzostwa Czech w łyżwiarstiwe figurowym  | 2 miejsce   | 1 miejsce   | -           |
| Golden Spin w Zagrzebiu                     | -           | -           | 4 miejsce   |
| Memoriał Ondreja Nepeli                     | -           | -           | 3 miejsce   |